# Olaf Poulsen (skuespiller)
 For alternative betydninger, se Olaf Poulsen. (Se også artikler, som begynder med Olaf Poulsen)
Olaf Rye Poulsen (født 26. april 1849 i København, død 26. marts 1923 i Fredensborg) var kgl. dansk skuespiller og ansås for den store mester i det komiske fag. Han var bror til kgl. skuespiller Emil Poulsen.
Teaterprisen Olaf Poulsens Mindelegat, der hvert år gives til skuespillere i Danmark, er opkaldt efter Poulsen.
Vilhelm Østergaard udgav i 1917 et stort jubilæumsskrift om Olaf Poulsens skuespillerkarriere.